# Försvarsutbildarna
Försvarsutbildarna (Svenska Försvarsutbildningsförbundet) är en rikstäckande svensk frivillig försvarsorganisation som ger människor möjligheter att utveckla förmågor och socialt ansvarstagande samtidigt som samhällsskyddet och förmågan att hantera civila och militära kriser stärks. Försvarsutbildarna har cirka 27 000 medlemmar och består av 23 regionala förbund och 16 rikstäckande förbund med olika kompetensinriktningar.

## Historik
År 1885 inrättades Landstormen som ett värnpliktsuppbåd för lokalförsvar och bevakningsuppgifter. Som en del av den svenska hären skulle landstormen ha obligatoriska övningar, vilka före första världskrigets utbrott 1914 genomfördes i liten omfattning. På initiativ av främst civila personer, vilka saknade militär utbildning, men som utsetts till befäl i landstormen, bildades föreningar för utbildning av befäl, den första bildades i Stockholm 1903. Den 5 juli 1912 beslöt 18 av landets landstormsföreningar vid en kongress att bilda Sveriges landstormsföreningars riksförbund.
Vid första världskrigets utbrott 1914 mobiliserades landstormen, som första enheter för landets försvar. Bristerna blev uppenbara. Trots de insatser som gjorts på frivillig väg saknades tillräckligt utbildade befäl för landstormsorganisationen, vilken i mycket var en pappersorganisation. 1915 började man inom Sveriges landstormsföreningars riksförbund även ägna sig åt ungdomsutbildningar, som var avsedda att vara en förberedelse för värpliktstjänstgöringen. I samband med bildandet av Svenska Lottakåren 1924 knöts den också hit.
Statens stöd till landstormen var i många år ytterst litet. Den frivilliga befälsutbildningen kunde dock fortsätta under 1920- och 1930-talen genom insamlade medel. När andra världskriget bröt ut 1939 mobiliserades åter landstormen som första enheter. Även om fler landstormsbefäl utbildats fanns stora brister. 
För statsmakterna stod det nu klart att krigsorganisationen krävde fler och bättre utbildade befäl än vad landstormen skulle kunna bidra med. I och med försvarsbeslutet 1942 avskaffades landstormsorganisationen. Landstormsbefälen blev värnpliktiga befäl. Det fanns dock fortfarande behov av frivillig befälsutbildning för att komplettera den obligatoriska utbildning som nu infördes och för att ge det värnpliktiga befälet möjlighet att frivilligt öva för sina krigsuppgifter. Den 4 juni 1943 fastställde Kungl Maj:t grundstadgar för Centralförbundet för befälsutbildning (CFB), vars främsta uppgift var att bedriva frivillig befälsutbildning. Till CFB knöts Frivilliga automobilkårernas riksförbund (FAK), Frivilliga Radioorganisationen (FRO), Svenska arméns och flygvapnets reservofficersförbund (SAFR), Svenska reservunderofficersförbundet (SRU), Svenska Brukshundklubben (SBK) och Sveriges kvinnliga bilkårers riksförbund (SKBR). Ungdomsutbildningen överfördes 1947 huvudsakligen till Hemvärnet.
Under åren som gått sedan 1943 har organisationen förändrats vid ett flertal tillfällen men har hela tiden behållit sitt namn och uppdrag i stort fram till den 1 januari 2006. Då byttes namnet till Svenska Försvarsutbildningsförbundet för att markera att organisationen skall ligga i takt med de förändringar som skett med Sveriges försvars- och säkerhetspolitik och Försvarsmaktens utveckling.

## Verksamhet
Den främsta uppgift är att rekrytera och utbilda frivilliga till avtal för totalförsvaret, det vill säga för Försvarsmaktens och det civila försvarets behov. De frivilliga ska stödja samhället vid kris, höjd beredskap samt krig. Försvarsutbildarna bedriver även omfattande ungdomsverksamhet och försvarsinformation.
Utbildningen för Försvarsmakten genomförs som grundläggande soldatutbildning (GU-F) och specialistutbildning för både hemvärnsförbandens behov och övrig insatsorganisations behov. Försvarsutbildarna ansvarar för utbildning av hemvärnets sjukvårdare, CBRNE-personal som hanterar farliga ämnen, pionjärer, fältkockar till bevakningskompanierna och informationsbefäl. För insatsorganisationen genomförs exempelvis kombattantutbildning, militär tolkutbildning och utbildning av fältartister. Syftet med utbildningen är att deltagarna bibehåller och utvecklar sin förmåga att lösa uppgifter inom respektive kompetensområden.
Myndigheter och länsstyrelser inom det civila försvaret har behov av frivilliga för att förstärka sina organisationer vid kriser, höjd beredskap och krig. Försvarsutbildarna utbildar kommunikatörer, CBRN-personal, hälsoskyddspersonal, förstärkningsresurser vid kärntekniska olyckor, skyddsvakter och räddnings- och röjningsstyrkor, civil sjukvård genom civila sjukvårdsinstruktörer där man bland annat har i uppdrag att utbilda tullverkets personal i akutsjukvård samt personer inom övriga frivilliga försvarsorganisationer. Utbildning sker på uppdrag av Myndigheten för samhällsskydd och beredskap (MSB).
Försvarsutbildarna genomför även föreläsningar för att stärka den enskildes säkerhet. ”För din säkerhet!” är en informationsträff på tre timmar där man får lära dig vad man kan göra för att klara sig och din familj vid en kris i samhället. Ämnen som ingår är t ex vad man kan tänka på att ha i sin krislåda, hur man hittar bekräftad information vid en kris, hur mycket vatten behövs hemma om det inte finns vatten i kranen och hur kan man använda toaletten när det inte finns vatten i vattencisternen.

## Kursgårdar

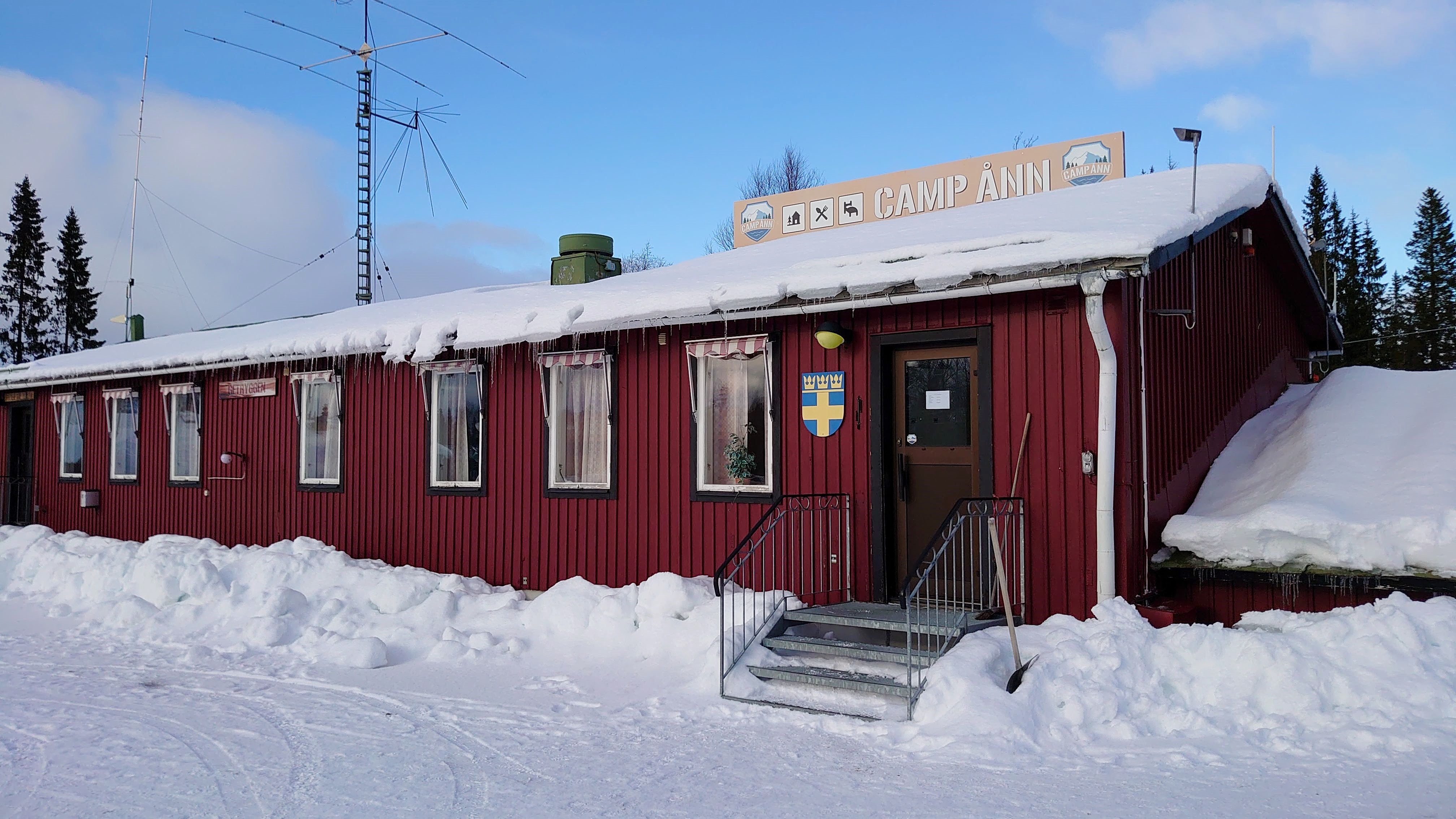
Camp Ånn

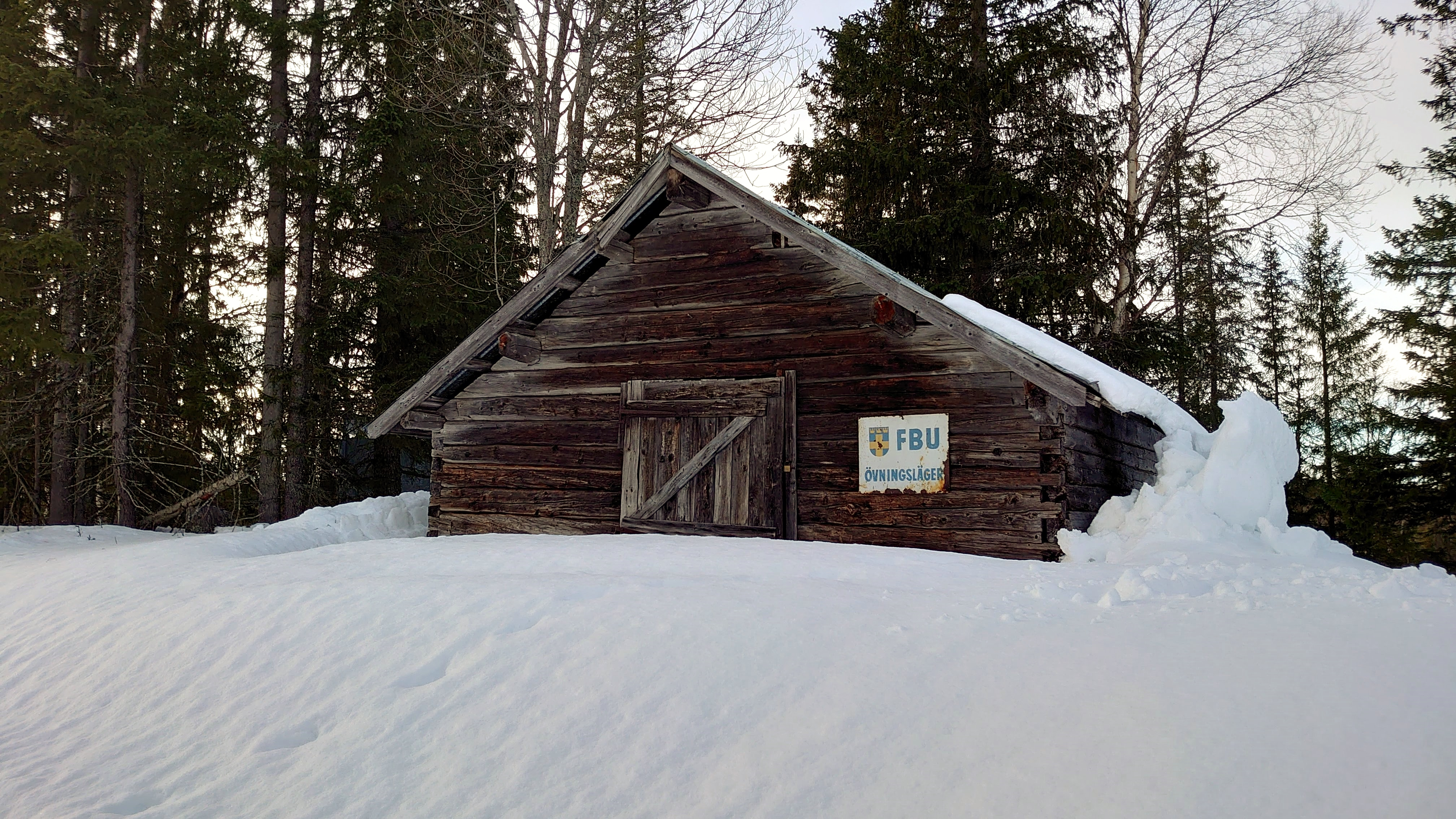
FBU övningsläger i Ånn.

Försvarsutbildarna har kursgårdar och kursplatser från Falsterbo i söder till Ånn i norr.

### Falsterbo
Höllviksnäs ligger i Höllviken och drivs sedan 1948 av Skåne Försvarsutbildningsförbund. Kursgården är även öppen för allmänheten. 

### Fårö
Fårö kursgård ligger på Fårö och bildades den 28 juni 1953 genom att Gotlands FBU-förbund, Försvarsutbildarna Gotland, fått tillstånd att göra om det gamla kompanilägret vid Svens till FBU-läger. Den första kursen vid gården anordnades den 5 juli 1953.

### Tylebäck
Tylebäck kursgård ligger i Tylösand i Halmstad och bildades under 1930-talet och är tillsammans med kursgården i Ånn de två äldsta kvarvarande kursgårdarna. Då kursgården är av hotellstandard så är den öppen för allmänheten för konferenser och boende.

### Väddö
Väddö kursgård ägs av Luftvärnets Befälsutbildningsförbund och har sedan 1957 bedrivit frivillig befälsutbildning och luftvärnsutbildning på kursgården. Under senare år har kursgårdarna inom Svenska Försvarsutbildarna blivit en allt viktigare möteplats för utbildning och kurs.

### Ånn
Ånn kursgård eller Camp Ånn ligger i Ånn i Åre kommun och bildades under 1934 som Ånnlägret och är tillsammans med kursgården i Tylebäck de två äldsta kvarvarande kursgårdarna. År 1967 tillkom en skjutbana och man kom att byta namn till Ånn kursgård. Då kursgården är av hotellstandard så är den öppen för allmänheten för konferenser och boende.

## Tidigare kursgårdar

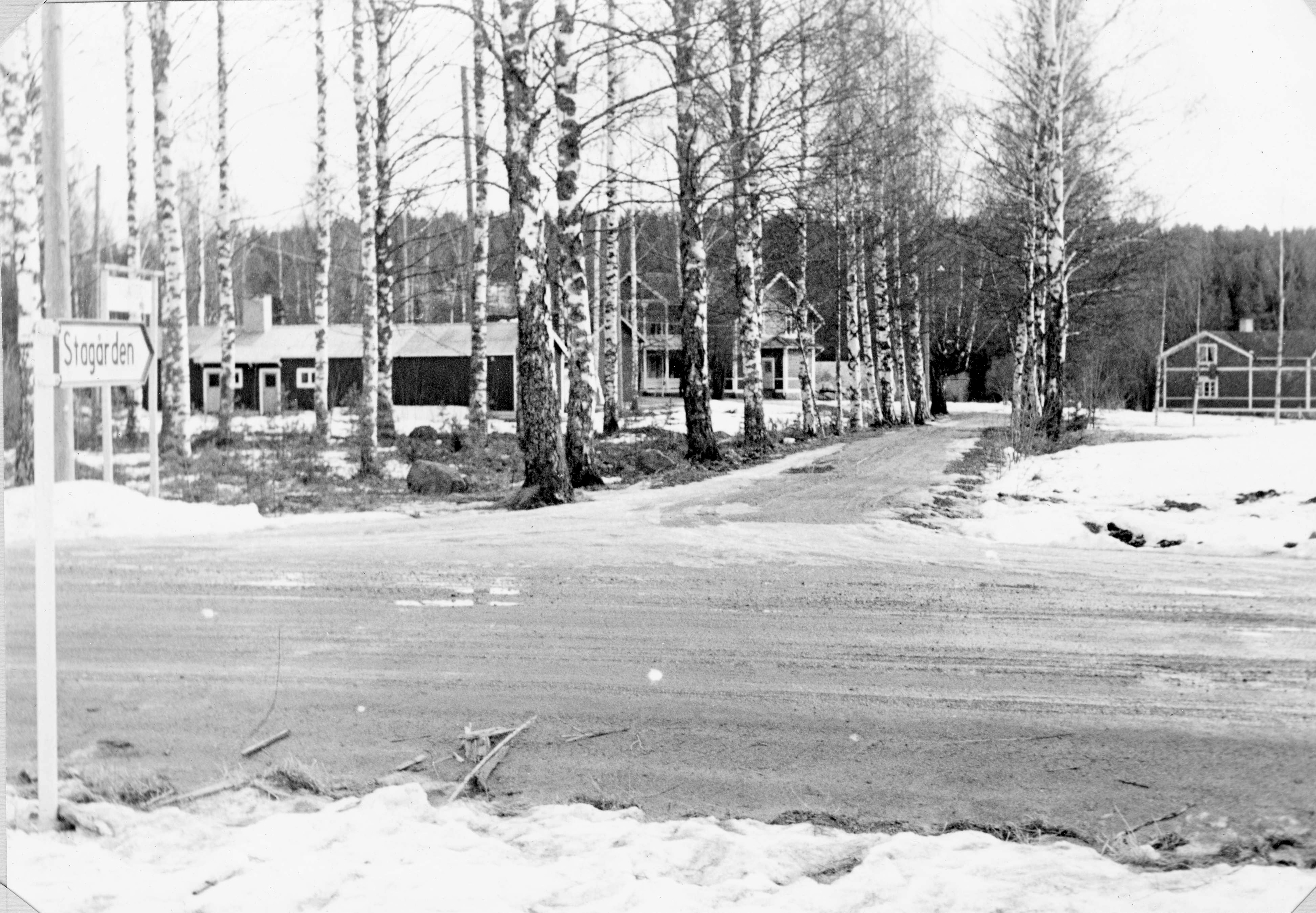
Stagården i Bollnäs, tillhörde dock Flygvapenfrivilligas Riksförbund.

Utöver nedan namngivna kursgårdar, så har Försvarsutbildarna även haft kurser anordnade vid kursgårdar i Skälderviken (bildades 1926) och Köpingsvik (bildades under 1930-talet).

### Gottskär
Gottskärs kursgård ligger i Gottskär på Onsalahalvön cirka 12 km söder om Kungsbacka. Kursgården invigdes och började användas 1923 och blev därmed Försvarsutbildarnas äldsta kursgård. Lägerområdet var cirka 14 tunnland eller 5,67 hektar stort. Lägret bestod av förläggningslokaler, matsal och en stor samlingssal. År 2001 övergick kursgården till privata ägare som kom att bedriva Gottskär hotell i den gamla kursgården. Den 30 december 2017 totalförstördes huvudbyggnaden vid kursgården genom en anlagd brand. I mars 2020 hade en ny huvudbyggnad uppförts på samma plats.

### Grubbnäsudden

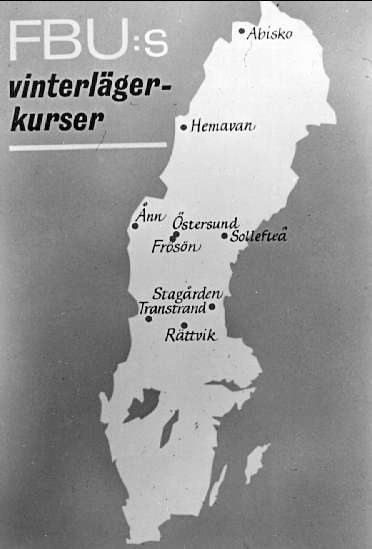
Karta över Försvarsutbildarnas tidigare platser för vinterkurser.

Grubbnäsuddens läger ligger i Grubbnäsudden och användes tidigare av Försvarsutbildarna. Lägret är fortfarande en militärförläggning bestående av ett barackläger som tidvis används av Försvarsmakten. Nordväst om byn ligger Lombens skjutfält, ett större område reserverat för artilleriövningar. Grubbnäsudden har av försvaret använts bland annat som repövningsläger.

### Gräsmark

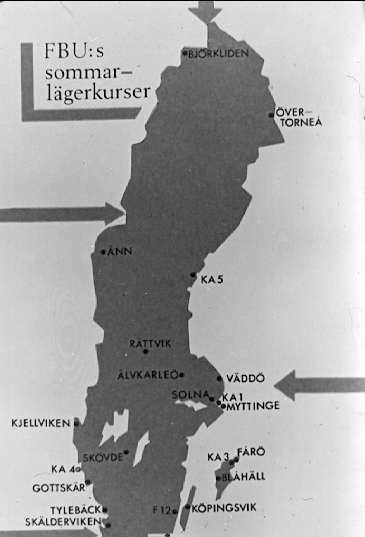
Karta över Försvarsutbildarnas tidigare platser för sommarkurser.

Gräsmarkslägret är belägen i Uddheden vid norra Lillsjöns strand, där Gräsmarks kyrka speglar sig i dess vatten. Lägerplatsen stod klart den 23 september år 1951. ”Uddheden 1:97” hade inköpts av lantbrukaren OJ Larsson för 4000 SEK något år innan. Lägret invigdes av ställföreträdande militärområdesbefälhavaren, överste Fernando Odenrick. I april 2001 utarrenderades lägret helt till Gräsmarkslägret AB, en civil verksamhet för att helt och hållet säljas till privata intressen 2006. Försvarsutbildarna hyrde in sig på lägret för kursverksamhet fram till detta år. I samband med Försvarsutbildarnas jubileumsstämma, vilken hölls den 7 mars 2015 på Gräsmarkslägret, genomfördes en enkel ceremoni där bland annat en minnesplatta fästes på klockstapelns ena ben samt att en informationstavla avtäcktes om platsens historik som militärutbildningsplats under 50 år.

### Hemavan
Den 9 juli 2008 meddelade Försvarsutbildarna i Västerbotten att man avsåg att sälja sin kursgård i Hemavan. En kursgård som man i dryga 40 år anordnat kurser till Försvarsmakten och frivillig försvaret. I februari 2009 såldes FBU-gården i Hemavan till en privat entreprenör som kom att driva verksamheten vidare som Hemavans Fjällcenter AB.

### Källviken
Källvikens kursgård invigdes den 25 juli 1947 som Strömstads lägerplats. Det efter att Bohuslän-Dals Befälsutbildningsförbund 1946 köpte Tångarna norr Strömstad för att där anlägga ett läger för att stödja försvarsorganisationer med en utbildningsplats. År 1958 ändrades namnet till Kjellvikens lägerplats och 1978 till Källvikens kursgård. I början av 2000-talet upphörde kursverksamheten vid lägret och 2010 beslutade Försvarsutbildarna för att sälja kursgården. Kursgården omfattade då ett markområde på cirka 170 hektar med ett antal byggnader med tillsammans 250 bäddar.

### Stagården

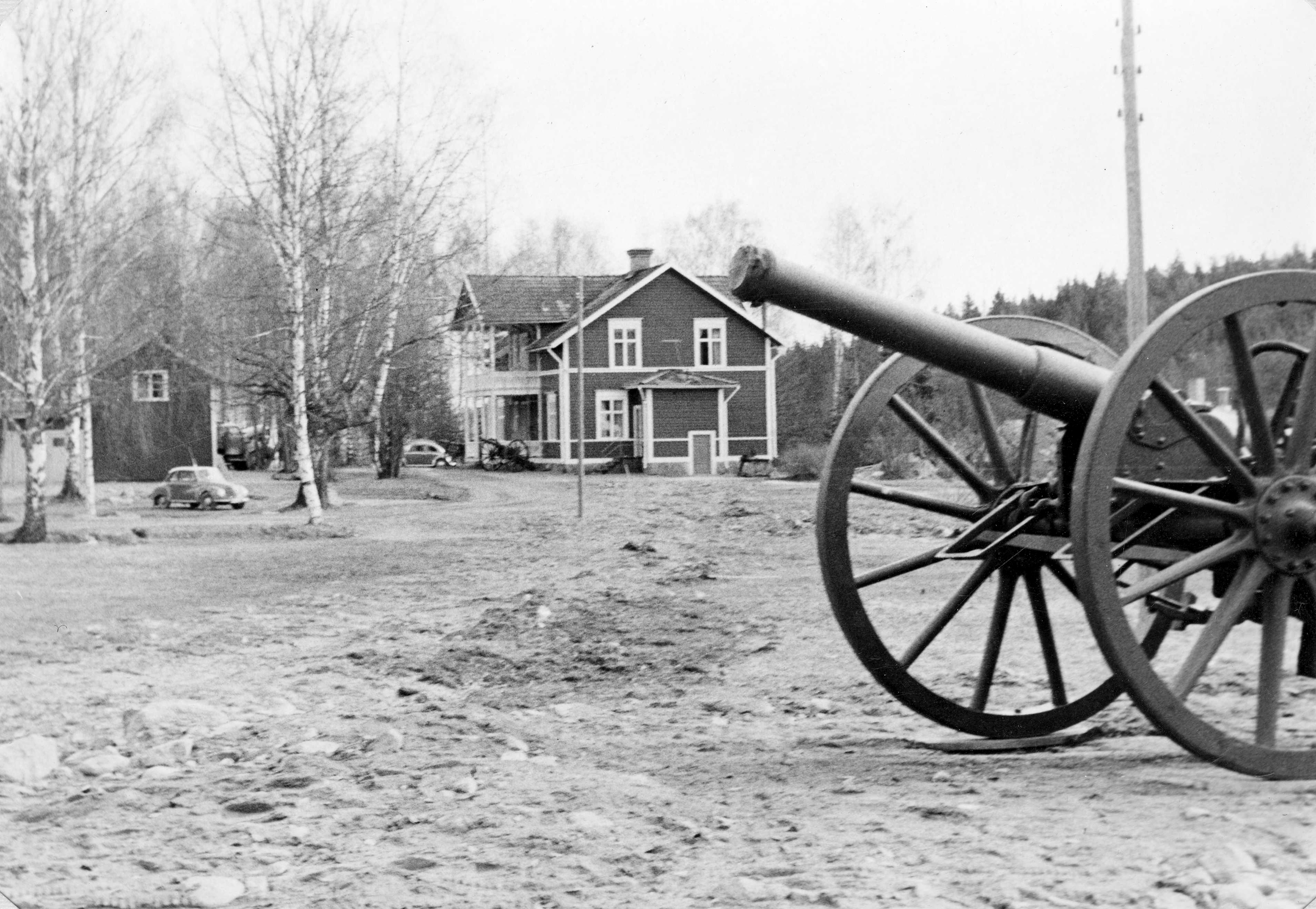
Gammelgården, Stagården, i Bollnäs sedd från matsalen.

Stagården ligger cirka 4 km söder om Bollnäs och användes tidigare av Flygvapenfrivilliga (FVRF). Åren 1988–1997 hade Flygvapnet sin centrala vinterutbildning för flygbasjägare förlagd till Stagården. År 1997 var sista året som Hälsinge flygflottilj utbildade flygbasjägare vid Stagården. Under hösten 1998 uppförde Bollnäs kommun fyra nya byggnader vid kursgården. Verksamheten vid Stagården var från den 1 juli 1998 ett detachement till Flygvapenfrivilliga. Den 12 juni 1999 placerades en Saab S 35E Draken (S/N 35902) på pelare vid Stagården. Det för att visa samhörigheten mellan Flygvapenfrivilliga och Stagårdens kursgård. Under 2015 togs den dock ned och flyttades till Österlens flygmuseum. Detta då kursgården såldes i början av 2000-talet och fick en annan roll.

### Transtrand
Transtrandslägrets kursgård uppfördes under 1940-talet som bas för bevakningen av riksgränsen mot Norge. Efter andra världskriget kom lägret att användas av Dalregementet för vinterutbildningar. På senare tid övergick lägret till det som sedan 2006 är känt som Försvarsutbildarna. Lägret kom därefter att användas som utbildningsplats för frivilligorganisationerna som hemvärn, lottor, bilkårister, frivillig befälsutbildning. I början av 2000-talet upphörde kursverksamheten vid lägret och 2010 beslutade Försvarsutbildarna i Dalarna att sälja kursgården. År 2011 övergick lägret till privata ägare, vilka drev det gamla lägret som Snöskotercenter i Sälen.

## Rikstäckande förbund
Medlemsorganisationer med rikstäckande verksamhet

- Befälsföreningen Militärtolkar
- CBRN-förbundet
- Fallskärmsjägarna
- Fältartisterna
- Förbundet Militära Själavårdare
- Förbundet Sveriges Reservofficerare (SVEROF)
- Försvarsutbildarna Miljö och Hälsa
- Hemvärnsbefälets Riksförbund
- Kavalleri- och Jägarförbundet
- Kriskommunikatörerna (Criscom)
- Krisstödsförbundet
- Kustjägarna
- Luftvärnsförbundet
- Militärpolisförbundet
- Psyopsförbundet
- Svenska Sjukvårdsförbundet

## Regionala förbund

### Region Syd
- Försvarsutbildarna Blekinge
- Försvarsutbildarna Kalmar
- Försvarsutbildarna Kronoberg
- Försvarsutbildarna Norra Småland
- Försvarsutbildarna Skåne
- Försvarsutbildarna Östergötland

### Region Mitt
- Försvarsutbildarna Dalarna
- Försvarsutbildarna Gotland
- Försvarsutbildarna Gävleborg
- Försvarsutbildarna Stockholm och Södermanland
- Försvarsutbildarna Uppland
- Försvarsutbildarna Västmanland

### Region Väst
- Försvarsutbildarna Bohuslän-Dal
- Försvarsutbildarna Göteborg
- Försvarsutbildarna Halland
- Försvarsutbildarna Skaraborg
- Försvarsutbildarna Värmland
- Försvarsutbildarna Älvsborg
- Försvarsutbildarna Örebro

### Region Norr
- Försvarsutbildarna Jämtland

- Försvarsutbildarna Norrbotten
- Försvarsutbildarna Västerbotten
- Försvarsutbildarna Västernorrland